# Levate (enciclica)
Levate  è un'enciclica di papa Pio IX, pubblicata il 27 ottobre 1867. In essa il Pontefice denuncia la critica situazione in cui versa lo Stato Pontificio nell'imminenza della battaglia di Mentana, combattuta il 3 novembre successivo la pubblicazione dell'enciclica. Inoltre, prendendo spunto dalla soppressione di alcune diocesi nell'impero russo, si occupa delle difficili condizioni in cui versa la Chiesa cattolica in Polonia ed in Russia, dove gli zar attuano da sempre una politica di distruzione del cattolicesimo nei territori sotto il loro dominio; egli ricorda pure le difficoltà presenti nella eparchia rutena di Chelm.